# Parafia Matki Bożej Nieustającej Pomocy w Woli Batorskiej
Parafia Matki Bożej Nieustającej Pomocy w Woli Batorskiej – rzymskokatolicka parafia znajdująca się w archidiecezji krakowskiej, w dekanacie Niepołomice, w Polsce.